# Leonardo Gonçalves (judoca)
Leonardo Ribeiro Gonçalves (Iguape, 1 de março de 1996) é um judoca brasileiro.

## Carreira
No Campeonato Mundial Júnior de Judô de 2015, ele conquistou a medalha de prata na categoria -100 kg.
No Campeonato Pan-Americano de Judô de 2017, realizado no Panamá, conquistou a medalha de bronze na categoria Meio Pesado (100 kg).
No Campeonato Pan-Americano de Judô de 2018, realizado em San José, na Costa Rica, Gonçalves conquistou seu maior título individual, conquistando a medalha de ouro na categoria 100kg.
Nos Jogos Sul-Americanos de 2018, realizados em Cochabamba, na Bolívia, conquistou o título, conquistando a medalha de ouro na categoria até 100 kg.
No Campeonato Pan-Americano de Judô de 2019, realizado em Lima, no Peru, conquistou a medalha de prata na categoria Meio Pesado (100 kg).
No Campeonato Mundial de Judô de 2019, realizado em Tóquio, no Japão, estreando no Mundial Adulto, Gonçalves enfrentou Zelym Kotsoiev, do Azerbaijão, que mais tarde se tornaria campeão europeu e medalhista do Mundial. Gonçalves ocupava a 17ª posição mundial e seu adversário ocupava a 18ª posição mundial e havia sido campeão mundial júnior em 2017. Gonçalves perdeu na estreia.
Ele não participou dos Jogos Pan-Americanos de 2019 devido a uma lesão no cotovelo direito.
Ele não pôde participar dos Jogos Olímpicos de 2020, pois a vaga do Brasil na categoria até 100 kg foi para Rafael Buzacarini.
Participou do Campeonato Pan-Americano de Judô de 2020 realizado em Guadalajara, no México, terminando em 5º lugar na categoria até 100 kg.
No Campeonato Pan-Americano de Judô de 2021, realizado em Guadalajara, no México, Gonçalves conquistou a medalha de bronze na categoria Meio Pesado (100 kg).
No Campeonato Mundial de Judô de 2021, realizado em Budapeste, Hungria, ele perdeu em sua primeira luta.
No Grand Slam de Tel Aviv 2023 (Grand Slam é o torneio que mais pontos dá no ranking de judô depois dos Jogos Olímpicos, do Mundial e do World Masters), Gonçalves conquistou sua primeira medalha de Grand Slam, uma bronze.
No Campeonato Pan-Americano de Judô de 2023, realizado em Calgary, Canadá, Gonçalves foi vice-campeão na categoria meio-pesado (-100 kg) e conquistou o ouro na competição por equipes mistas representando o Brasil.
No Jogos Pan-Americanos de 2023, realizado em Santiago, terminou em 5º lugar na categoria 100kg. Também obteve medalha de prata pela participação na Equipe Mista do Brasil.
No Campeonato Pan-Americano de Judô de 2024, ganhou a medalha de bronze.
No Campeonato Mundial de Judô de 2024, Gonçalves estreou contra o atual campeão mundial, Arman Adamian, da Rússia, marcando um waza-ari. Mas, posteriormente, o adversário conseguiu projetar o brasileiro duas vezes para virar o placar e vencer a luta. 
Nos Jogos Olímpicos de 2024, conquistou o bronze na prova por equipes mistas.
Em fevereiro de 2025, conquistou duas medalhas de prata em Grand Slams, no Grand Slam de Paris de 2025 e no Grand Slam de Baku de 2025.
No Campeonato Pan-Americano de Judô de 2025, conquistou a medalha de ouro, obtendo seu segundo título neste torneio.